# Momento angular
El momento angular o momento cinético es una magnitud física, equivalente rotacional del momento lineal. Es una cantidad vectorial que caracteriza las propiedades de inercia de un cuerpo, que gira en relación con cierto punto. Se encuentra en las tres mecánicas (mecánica clásica, cuántica y relativista). En el Sistema Internacional de Unidades el momento cinético se mide en kg·m2/s.  Esta magnitud desempeña respecto a las rotaciones un papel análogo al momento lineal en las traslaciones.
El nombre tradicional en español es momento cinético; «momento angular» es de uso común por la influencia del inglés angular momentum.
Bajo ciertas condiciones de simetría rotacional de los sistemas es una magnitud física que se mantiene constante con el tiempo a medida que el sistema va cambiando, lo cual da lugar a la llamada ley de conservación del momento cinético. El momento cinético para un cuerpo rígido que rota respecto a un eje es la resistencia que ofrece dicho cuerpo a la variación de la velocidad angular.
Sin embargo, eso no implica que sea una magnitud exclusiva de las rotaciones; por ejemplo, el momento cinético de una partícula que se mueve libremente con velocidad constante (en módulo y dirección) también se conserva.

## Momento cinético en mecánica clásica

### Momento cinético de unamasa puntual

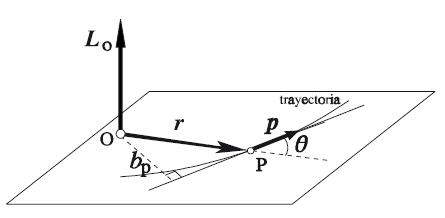
El momento cinético de una partícula con respecto al punto es el producto vectorial de su momento lineal por el vector.

En mecánica newtoniana, el momento cinético de una partícula o masa puntual con respecto a un punto O del espacio se define como el momento de su cantidad de movimiento {\displaystyle \mathbf {p} } con respecto a ese punto. Normalmente se designa mediante el símbolo {\displaystyle \mathbf {L} }. Siendo {\displaystyle \mathbf {r} } el vector que une el punto O con la posición de la masa puntual (también conocido como el radio de la trayectoria), será:

{\displaystyle \mathbf {L} =\mathbf {r} \times \mathbf {p} =\mathbf {r} \times m\mathbf {v} }

El vector {\displaystyle \mathbf {L} \,} es perpendicular al plano que contiene {\displaystyle \mathbf {r} \,} y {\displaystyle \mathbf {v} \,}, en la dirección indicada por la regla del producto vectorial o regla de la mano derecha y su módulo o intensidad es:

{\displaystyle \lVert \mathbf {L} \rVert =mrv\sin \theta =p\,r\sin \theta =p\,b_{p}}

esto es, el producto del módulo del momento lineal por su brazo ({\displaystyle b_{p}\,} en el dibujo), definido este como la distancia del punto respecto al que se toma el momento a la recta que contiene la velocidad de la partícula.

### Momento cinético y momento dinámico
Derivemos el momento cinético con respecto al tiempo:

{\displaystyle {d\mathbf {L}  \over dt}={d\  \over dt}(\mathbf {r} \times \mathbf {p} )=\left({d\mathbf {r}  \over dt}\times \mathbf {p} \right)+\left(\mathbf {r} \times {d\mathbf {p}  \over dt}\right)}

El primero de los paréntesis es cero ya que la derivada de {\displaystyle \mathbf {r} \,} con respecto al tiempo no es otra cosa que la velocidad {\displaystyle \mathbf {v} \,} y, como el vector velocidad es paralelo al vector cantidad de movimiento {\displaystyle \mathbf {p} \,}, el producto vectorial es cero. En cuanto al segundo paréntesis, tenemos:

{\displaystyle {d\mathbf {L}  \over dt}=\mathbf {r} \times {d\mathbf {p}  \over dt}=\mathbf {r} \times {d \over dt}\left(m\mathbf {v} \right)=\mathbf {r} \times (m\mathbf {a} )}

donde {\displaystyle \scriptstyle {\mathbf {a} }} es la aceleración de la partícula, de modo que {\displaystyle m\mathbf {a} =\mathbf {F} \,}, es la fuerza que actúa sobre ella. Puesto que el producto vectorial de {\displaystyle \mathbf {r} \,} por la fuerza es el momento o momento dinámico aplicado a la masa, tenemos:

{\displaystyle {d\mathbf {L}  \over dt}=\mathbf {r} \times \mathbf {F} =\mathbf {M} }

Así, la derivada temporal del momento cinético es igual al momento dinámico que actúa sobre la partícula.
Hay que destacar que en esta expresión ambos momentos, {\displaystyle \mathbf {L} \,} y {\displaystyle \mathbf {M} \,} deberán estar referidos al mismo punto O.
A modo de ejemplo, el hecho que la variación de la velocidad angular dependa del momento de fuerza es lo que permite que una llave inglesa permita apretar o aflojar una tuerca mucho más que simplemente haciéndola girar con la mano. Debido a que la llave inglesa y la tuerca constituyen un sistema rígido todo él debe girar a la vez. Al ser mucho más larga la llave inglesa que el radio de la tuerca, hacer un poco de fuerza en la llave obliga a la tuerca a hacer una fuerza mucho mayor para poder frenar su avance, lo cual implica que llaves más grandes permiten apretar tuercas a mayores presiones.

### Momento cinético de un conjunto departículas puntuales
El momento cinético de un conjunto de partículas es la suma de los momentos angulares de cada una:

{\displaystyle \mathbf {L} =\sum _{k}{\vec {r}}_{k}\times {\vec {p}}_{k}=\sum \mathbf {L} _{i}\,}

La variación temporal es:

{\displaystyle {d\mathbf {L}  \over dt}=\sum {d\mathbf {L} _{i} \over dt}=\sum \mathbf {M} _{i}\,}

El término de derecha es la suma de todos los momentos producidos por todas las fuerzas que actúan sobre las partículas. Una parte de esas fuerzas puede ser de origen externo al conjunto de partículas. Otra parte puede ser fuerzas entre partículas. Pero cada fuerza entre partículas tiene su reacción que es igual pero de dirección opuesta y colineal. Eso quiere decir que los momentos producidos por cada una de las fuerzas de un par acción-reacción son iguales y de signo contrario y que su suma se anula. Es decir, la suma de todos los momentos de origen interno es cero y no puede hacer cambiar el valor del momento cinético del conjunto. Solo quedan los momentos externos:
{\displaystyle {d\mathbf {L}  \over dt}=\sum {d\mathbf {L} _{i} \over dt}=\mathbf {M} _{ext.}\,}
El momento cinético de un sistema de partículas se conserva en ausencia de momentos externos. Esta afirmación es válida para cualquier conjunto de partículas: desde núcleos atómicos hasta grupos de galaxias.

### Momento cinético de unsólido rígido
Tenemos que en un sistema inercial la ecuación de movimiento es:

{\displaystyle {\frac {d\mathbf {L} }{dt}}={\frac {d}{dt}}\left[\mathbf {I} (t)\mathbf {\omega } (t)\right]}

Donde:
- {\displaystyle \scriptstyle {\mathbf {\omega } }} es la velocidad angular del sólido.
- {\displaystyle \scriptstyle {\mathbf {I} }} es el tensor de inercia del cuerpo.

Ahora bien, normalmente para un sólido rígido el tensor de inercia {\displaystyle \mathbf {I} }, depende del tiempo y por tanto en el sistema inercial generalmente no existe un análogo de la segunda ley de Newton, y a menos que el cuerpo gire alrededor de uno de los ejes principales de inercia sucede que:

{\displaystyle {d\mathbf {L}  \over dt}\neq \mathbf {I} {d\mathbf {\omega }  \over dt}=\mathbf {I} \mathbf {\alpha } }

Donde {\displaystyle \scriptstyle {\mathbf {\alpha } }} es la aceleración angular del cuerpo. Por eso resulta más útil plantear las ecuaciones de movimiento en un sistema no inercial formado por los ejes principales de inercia del sólido, así se logra que {\displaystyle \mathbf {I} ={\mbox{cte.}}}, aunque entonces es necesario contar con las fuerzas de inercia:

{\displaystyle {d\mathbf {L}  \over dt}=\mathbf {I} {d\mathbf {\omega }  \over dt}+\mathbf {\omega } \times (\mathbf {I} \mathbf {\omega } )}

Que resulta ser una ecuación no lineal en la velocidad angular.

### Conservación del momento cinético clásico
Cuando la suma de los momentos externos es cero {\displaystyle \scriptstyle {\mathbf {M} =0}}, hemos visto que:
{\displaystyle {d\mathbf {L}  \over dt}=0\,}
Eso quiere decir que {\displaystyle \scriptstyle {\mathbf {L} =\mathrm {constante} }}. Y como {\displaystyle \scriptstyle {\mathbf {L} }} es un vector, es constante tanto en módulo como en dirección.
Consideremos un objeto que puede cambiar de forma. En una de esas formas, su Momento de inercia es {\displaystyle \scriptstyle {I_{1}}} y su velocidad angular {\displaystyle \scriptstyle {\mathbf {\omega } _{1}}}. Si el objeto cambia de forma (sin intervención de un momento externo) y que la nueva distribución de masas hace que su nuevo Momento de inercia sea {\displaystyle \scriptstyle {I_{2}}}, su velocidad angular cambiará de manera tal que:
{\displaystyle \mathbf {I} _{1}\mathbf {\omega } _{1}=\mathbf {I} _{2}\mathbf {\omega } _{2}\,}
En algunos casos el momento de inercia se puede considerar un escalar. Entonces la dirección del vector velocidad angular no cambiará. Solo cambiará la velocidad de rotación.
Hay muchos fenómenos en los cuales la conservación del momento cinético tiene mucha importancia. Por ejemplo:
- En todos las artes y los deportes en los cuales se hacen vueltas, piruetas, etc. Por ejemplo, para hacer una pirueta, una bailarina o una patinadora toman impulso con los brazos y una pierna extendida para aumentar sus momentos de inercia alrededor de la vertical. Después, cerrando los brazos y la pierna, disminuyen sus momentos de inercia, lo cual aumenta la velocidad de rotación. Para terminar la pirueta, la extensión de los brazos y una pierna, permite disminuir la velocidad de rotación. Sucede lo mismo con el salto de plataforma o el trampolín. También es importante en el ciclismo y motociclismo, ya que la conservación del momento cinético es la responsable de la sencillez con que es posible mantener el equilibrio.
- Para controlar la orientación angular de un satélite o sonda espacial. Como se puede considerar que los momentos externos son cero, el momento cinético y luego, la orientación del satélite no cambian. Para cambiar esta orientación, un motor eléctrico hace girar un volante de inercia. Para conservar el momento cinético, el satélite se pone a girar en el sentido opuesto. Una vez en la buena orientación, basta parar el volante de inercia, lo cual para el satélite. También se utiliza el volante de inercia para parar las pequeñas rotaciones provocadas por los pequeños momentos inevitables, como el producido por el viento solar.
- Algunas estrellas se contraen convirtiéndose en púlsar (estrella de neutrones). Su diámetro disminuye hasta unos kilómetros, su momento de inercia disminuye y su velocidad de rotación aumenta enormemente. Se han detectado pulsares con periodos rotación de tan solo unos milisegundos.
- Debido a las mareas, la Luna ejerce un momento sobre la Tierra. Este disminuye el momento cinético de la Tierra y, debido a la conservación del momento cinético, el de la Luna aumenta. En consecuencia, la Luna aumenta su energía alejándose de la Tierra y disminuyendo su velocidad de rotación (pero aumentando su momento cinético). La Luna se aleja y los días y los meses lunares se alargan.

### Ejemplo
En el dibujo de la derecha tenemos una masa que gira, tenida por un hilo de masa despreciable que pasa por un tubito fino. Suponemos el conjunto sin rozamientos y no tenemos en cuenta la gravedad.
La fuerza que el hilo ejerce sobre la masa es radial y no puede ejercer un momento sobre la masa. Si tiramos del hilo, el radio de giro disminuirá. Como, en ausencia de momentos externos, el momento cinético se conserva, la velocidad de rotación de la masa debe aumentar.

Un tirón sobre el hilo comunica una velocidad radial a la masa. La nueva velocidad es la suma vectorial de la velocidad precedente y

En el dibujo siguiente aparece la masa que gira con un radio {\displaystyle \scriptstyle {R_{1}}} en el momento en el cual se da un tirón del hilo. El término correcto del "tirón" física es un impulso, es decir una fuerza aplicada durante un instante de tiempo. Ese impulso comunica una velocidad radial {\displaystyle \scriptstyle {\Delta V}} a la masa. La nueva velocidad será la suma vectorial de la velocidad precedente {\displaystyle \scriptstyle {V}} con {\displaystyle \scriptstyle {\Delta V}}. La dirección de esa nueva velocidad no es tangencial, sino entrante. Cuando la masa pasa por el punto más próximo del centro, a una distancia {\displaystyle \scriptstyle {R_{2}}}, cobramos el hilo suelto y la masa continuará a girar con el nuevo radio {\displaystyle \scriptstyle {R_{2}}}. En el dibujo, el triángulo amarillo y el triángulo rosado son semejantes. Lo cual nos permite escribir:
{\displaystyle {V_{2} \over V_{1}}={R_{1} \over R_{2}}\,}
o sea:
{\displaystyle V_{1}R_{1}=V_{2}R_{2}\,}
Y, si multiplicamos por la masa {\displaystyle \scriptstyle {m}}, obtenemos que el momento cinético se ha conservado, como lo esperábamos:
{\displaystyle mV_{1}R_{1}=mV_{2}R_{2}\,}
Vemos como el momento cinético se ha conservado: Para reducir el radio de giro hay que comunicar una velocidad radial, la cual aumenta la velocidad total de la masa.
También se puede hacer el experimento en el otro sentido. Si se suelta el hilo, la masa sigue la tangente de la trayectoria y su momento cinético no cambia. A un cierto momento frenamos el hilo para que el radio sea constante de nuevo. El hecho de frenar el hilo, comunica una velocidad radial (hacia el centro) a la masa. Esta vez esta velocidad radial disminuye la velocidad total y solo queda la componente de la velocidad tangencial al hilo en la posición en la cual se lo frenó.
No es necesario hacer la experiencia dando un tirón. Se puede hacer de manera continua, ya que la fuerza que se hace recobrando y soltando hilo puede descomponerse en una sucesión de pequeños impulsos.

## Momento cinético en mecánica relativista
En mecánica newtoniana el momento cinético es un pseudovector o vector axial, por lo que en mecánica relativista debe ser tratado como el dual de Hodge de las componentes espaciales de un tensor antisimétrico. Una representación del momento cinético en la teoría especial de la relatividad es por tanto como cuadritensor antisimétrico:

{\displaystyle \mathbf {L} ={\begin{pmatrix}0&ctp_{x}-Ex/c&ctp_{y}-Ey/c&ctp_{z}-Ez/c\\Ex/c-ctp_{x}&0&xp_{y}-yp_{x}&xp_{z}-zp_{x}\\Ey/c-ctp_{y}&yp_{x}-xp_{y}&0&yp_{z}-zp_{y}\\Ez/c-ctp_{z}&zp_{x}-xp_{z}&zp_{y}-yp_{z}&0\end{pmatrix}}={\begin{pmatrix}0&r_{x}&r_{y}&r_{z}\\-r_{x}&0&L_{z}&-L_{y}\\-r_{y}&-L_{z}&0&L_{x}\\-r_{z}&L_{y}&-L_{x}&0\end{pmatrix}}}

Puede verse que los 3 componentes espaciales forman el momento cinético de la mecánica newtoniana {\displaystyle \mathbf {L} =(L_{x},L_{y},L_{z})} y el resto de componentes {\displaystyle (r_{x},r_{y},r_{z})\,} describen el movimiento del centro de masas relativista.

## Momento cinético en mecánica cuántica
En mecánica cuántica el momento cinético es un conjunto de tres operadores para los cuales existe un conjunto de estados linealmentemente independientes {\displaystyle |\alpha ,\beta \rangle } que satisface:

{\displaystyle {\hat {\mathbf {A} }}^{2}|\alpha ,\beta \rangle ={\hbar }^{2}\alpha (\alpha +1)|\alpha ,\beta \rangle \qquad ;\qquad {\hat {A}}_{3}|\alpha ,\beta \rangle =\hbar \beta |\alpha ,\beta \rangle }

Y que además satisfacen las siguientes relaciones de conmutación canónicas:

{\displaystyle [{\hat {A}}_{i},{\hat {A}}_{j}]=i\hbar \epsilon _{ijk}{\hat {A}}_{k},\qquad \left[{\hat {A}}_{i},{\hat {\mathbf {A} }}^{2}\right]=0}

donde
{\displaystyle \epsilon _{ijk}} es el símbolo de Levi-Civita y
{\displaystyle {\hat {\mathbf {A} }}^{2}:={\hat {A}}_{x}^{2}+{\hat {A}}_{y}^{2}+{\hat {A}}_{z}^{2}}
Estas relaciones de conmutación garantizan que dichos operadores constituyen una representación del álgebra de Lie su(2) (que está relacionada, con el grupo recubridor universal del grupo de rotaciones tridimensional).
Por ejemplo el momento cinético orbital {\displaystyle \mathbf {L} }, el espín {\displaystyle \mathbf {S} } (o momento cinético intrínseco), el isospín {\displaystyle \mathbf {I} }, el momento cinético total {\displaystyle \mathbf {J} }, etc.

### Momento cinético orbital
El momento cinético orbital, tal como el que tiene un sistema de dos partículas que gira una alrededor de la otra, se puede transformar a un operador {\displaystyle {\hat {L}}} mediante su expresión clásica:

{\displaystyle \mathbf {\hat {L}} =-i\hbar \left(\mathbf {r} \times {\boldsymbol {\nabla }}\right)}

 siendo {\displaystyle \mathbf {r} } la distancia que las separa.
Usando coordenadas cartesianas las tres componentes del momento cinético se expresan en el espacio de Hilbert usual para las funciones de onda, {\displaystyle L^{2}(\mathbb {R} ^{3})}, como:

{\displaystyle {\hat {L}}_{x}=-i\hbar \left(y{\frac {\partial }{\partial z}}-z{\frac {\partial }{\partial y}}\right)\qquad {\hat {L}}_{y}=-i\hbar \left(z{\frac {\partial }{\partial x}}-x{\frac {\partial }{\partial z}}\right)\qquad {\hat {L}}_{z}=-i\hbar \left(x{\frac {\partial }{\partial y}}-y{\frac {\partial }{\partial x}}\right)}

En cambio en coordenadas angulares esféricas el cuadrado del momento cinético y la componente Z se expresan como:

{\displaystyle \ {\hat {L}}^{2}=-\hbar ^{2}\left[{\frac {1}{\sin \theta }}{\frac {\partial }{\partial \theta }}\left(\sin \theta {\frac {\partial }{\partial \theta }}\right)+{\frac {1}{\sin ^{2}\theta }}{\frac {\partial ^{2}}{\partial \varphi ^{2}}}\right]\qquad {\hat {L}}_{z}=-i\hbar \left({\frac {\partial }{\partial \varphi }}\right)}

Los vectores propios o estados propios del momento cinético orbital dependen de dos números cuánticos enteros {\displaystyle l} y {\displaystyle m}, se designan como {\displaystyle |l,m\rangle } y satisfacen las relaciones:

{\displaystyle {\hat {L}}^{2}|l,m\rangle ={\hbar }^{2}l(l+1)|l,m\rangle \qquad {\hat {L}}_{z}|l,m\rangle =\hbar m|l,m\rangle }

Estos vectores propios expresados en términos de las coordenadas angulares esféricas son los llamados armónicos esféricos Yl, m(θ,φ), que se construyen a partir de los polinomios de Legendre:

{\displaystyle \langle \theta ,\phi |l,m\rangle =Y_{l,m}(\theta ,\varphi )\qquad Y_{l,m}(\theta ,\varphi )=N\,e^{im\varphi }\,P_{l}^{m}(\cos {\theta })}

Tienen especial importancia por ser la componente angular de los orbitales atómicos.

### Conservación del momento cinético cuántico
Es importante notar que si el hamiltoniano no depende de las variables angulares, como sucede por ejemplo en problemas con potencial de simetría esférica entonces todas las componentes del momento cinético conmutan con el hamiltoniano:

{\displaystyle \left[{\hat {L}}_{i},H\right]=0}

y, como consecuencia, el cuadrado del momento cinético también conmuta con el Hamiltoniano:

{\displaystyle \left[{\hat {L}}^{2},H\right]=0}.

Y tenemos que el momento cinético se conserva, eso significa que a lo largo de la evolución en el tiempo del sistema cuántico la distribución de probabilidad de los valores del momento cinético no variará. Nótese sin embargo que como las componentes del momento cinético no conmutan entre sí no se pueden definir simultáneamente. Sin embargo, sí se pueden definir simultáneamente el cuadrado del momento cinético y una de sus componentes (habitualmente se elige la componente Z). En particular si tenemos estados cuánticos de momento bien definido estos seguirán siendo estados cuánticos de momento bien definido con los mismos valores de los números cuánticos {\displaystyle l} y {\displaystyle m}.